# 塞里尼亚
塞里尼亚（Seriñá；），是西班牙加泰罗尼亚赫罗纳省的一个市镇。总面积17平方公里，总人口1108人（2013年），人口密度64人/平方公里。